# 27e cérémonie des Tony Awards
La 27e cérémonie des Tony Awards a eu lieu le 25 mars 1973 au Imperial Theatre de Broadway et fut retransmise sur ABC. La cérémonie récompensait les productions de Broadway en cours pendant la saison 1973-1974.

## Cérémonie
La cérémonie présentée par Rex Harrison, Celeste Holm, Sandy Duncan et Jerry Orbach.
La cérémonie s'ouvrit avec un medley interprété par Gwen Verdon, Paula Kelly, Helen Gallagher et Donna McKechnie.
Le thème de la cérémonie était "Wide World of Broadway" (la portée mondiale de Broadway). Rex Harrison, Walter Slezak, Rossano Brazzi, Yul Brynner et Peter Ustinov ont ainsi présenté des comédies musicales de Broadway jouées à l'international comme West Side Story à Vienne, Le Roi et moi à Tokyo,  Ciao, Rudy à Milan, Hello, Dolly! à Paris, Show Boat à Londres, L'Homme de La Mancha à Zagreb et My Fair Lady au Texas.
Plusieurs spectacles musicaux présentèrent des numéros en live dont : 
- Pippin ("Magic To Do" - Ben Vereen et la troupe)

## Palmarès
| Meilleure pièce | Meilleure comédie musicale |
| --- | --- |
| - That Championship Season – Jason Miller - Butley – Simon Gray - The Changing Room – David Storey - The Sunshine Boys – Neil Simon | - A Little Night Music - Don't Bother Me, I Can't Cope - Pippin - Sugar |
| Meilleur livret | Meilleure partition originale |
| - Hugh Wheeler – A Little Night Music - Micki Grant – Don't Bother Me, I Can't Cope - Melvin Van Peebles – Don't Play Us Cheap - Roger O. Hirson – Pippin | - A Little Night Music – Stephen Sondheim (musique et paroles) - Don't Bother Me, I Can't Cope – Micki Grant (musique et paroles) - Beaucoup de bruit pour rien – Peter Link (musique) - Pippin – Stephen Schwartz (musique et paroles)                                                         |
| Meilleur acteur dans une pièce | Meilleure actrice dans une pièce |
| - Alan Bates – Butley dans le rôle de Ben Butley - Jack Albertson – The Sunshine Boys dans le rôle de Willie Clark - Wilfrid Hyde-White – The Jockey Club Stakes dans le rôle de Marquis of Candover - Paul Sorvino – That Championship Season dans le rôle de Phil Romano | - Julie Harris – The Last of Mrs. Lincoln dans le rôle de Mary Todd Lincoln - Jane Alexander – 6 Rms Riv Vu dans le rôle d'Annie Miller - Colleen Dewhurst – Le deuil sied à Électre dans le rôle de Christine Mannon - Kathleen Widdoes – Beaucoup de bruit pour rien dans le rôle de Beatrice |
| Meilleur acteur dans une comédie musicale | Meilleure actrice dans une comédie musicale |
| - Ben Vereen – Pippin dans le rôle du rôle principal - Len Cariou – A Little Night Music dans le rôle de Frederick Egerman - Robert Morse – Sugar dans le rôle de Jerry - Brock Peters – Lost in the Stars dans le rôle de Stephen Kumalo                                  | - Glynis Johns – A Little Night Music dans le rôle de Desiree Armfeldt - Leland Palmer – Pippin dans le rôle de Fastrada - Debbie Reynolds – Irene dans le rôle d'Irene O'Dare - Marcia Rodd – Shelter dans le rôle de Maud                                                                     |
| Meilleur acteur de second rôle dans une pièce | Meilleure actrice de second rôle dans une pièce |
| - John Lithgow – The Changing Room dans le rôle de Kenny Kendal - Barnard Hughes – Much Ado About Nothing dans le rôle de Dogberry - John McMartin – Don Juan dans le rôle de Sganarelle - Hayward Morse – Butley dans le rôle de Joseph Keyston                           | - Leora Dana – The Last of Mrs. Lincoln dans le rôle d'Elizabeth Edwards - Maya Angelou – Look Away dans le rôle d'Elizabeth Keckley - Katherine Helmond – The Great God Brown dans le rôle de Margaret - Penelope Windust – Elizabeth I dans le rôle de Elizabeth                              |
| Meilleur acteur de second rôle dans une comédie musicale | Meilleure actrice de second rôle dans une comédie musicale |
| - George S. Irving – Irene dans le rôle de Madame Lucy - Laurence Guittard – A Little Night Music dans le rôle de Count Carl-Magnus Malcolm - Avon Long – Don't Play Us Cheap dans le rôle de David - Gilbert Price – Lost in the Stars dans le rôle d'Absalom Kumalo      | - Patricia Elliott – A Little Night Music dans le rôle de Charlotte Malcolm - Hermione Gingold – A Little Night Music dans le rôle de Madame Armfeldt - Patsy Kelly – Irene dans le rôle de Mrs. O'Dare - Irene Ryan – Pippin dans le rôle de Berthe                                            |
| Meilleure mise en scène pour une pièce | Meilleure mise en scène pour une comédie musicale |
| - A.J. Antoon – That Championship Season - A.J. Antoon – Beaucoup de bruit pour rien - Alan Arkin – The Sunshine Boys - Michael Rudman – The Changing Room | - Bob Fosse – Pippin - Vinnette Carroll – Don't Bother Me, I Can't Cope - Gower Champion – Sugar - Harold Prince – A Little Night Music |
| Meilleure chorégraphie | Meilleurs décors |
| - Bob Fosse – Pippin - Gower Champion – Sugar - Peter Gennaro – Irene - Donald Saddler – Beaucoup de bruit pour rien | - Tony Walton – Pippin - Boris Aronson – A Little Night Music - David Jenkins – The Changing Room - Santo Loquasto – That Championship Season |
| Meilleurs costumes | Meilleures lumières |
| - Florence Klotz – A Little Night Music - Theoni V. Aldredge – Beaucoup de bruit pour rien - Miles White – Tricks - Patricia Zipprodt – Pippin | - Jules Fisher – Pippin - Martin Aronstein – Beaucoup de bruit pour rien - Ian Calderon – That Championship Season - Tharon Musser – A Little Night Music |

## Autres récompenses
Ces prix ont été décernés sous le nouveau titre de "Theatre Awards "73".
- John Lindsay, maire de New York City (pour la construction de théâtres)
- Actors Fund of America (honoré pour 90 ans d'assistance aux personnes malvoyantes et âgées)
- Organisation Shubert (pour près de 75 ans d'activité ainsi que pour la Fondation Shubert)